# Bundesinstitut für Arzneimittel und Medizinprodukte
Das Bundesinstitut für Arzneimittel und Medizinprodukte (BfArM) ist eine organisatorisch selbständige Bundesoberbehörde mit Sitz in der Bundesstadt Bonn. In rechtlicher Hinsicht ist das BfArM jedoch eine unselbständige – also nicht rechtsfähige – Einrichtung des Bundes. Das Institut ist im Geschäftsbereich des Bundesministeriums für Gesundheit tätig und beschäftigt rund 1350 Mitarbeiter, darunter Mediziner, Pharmazeuten, Chemiker, Biologen, Juristen sowie technisches Personal.

## Aufgaben

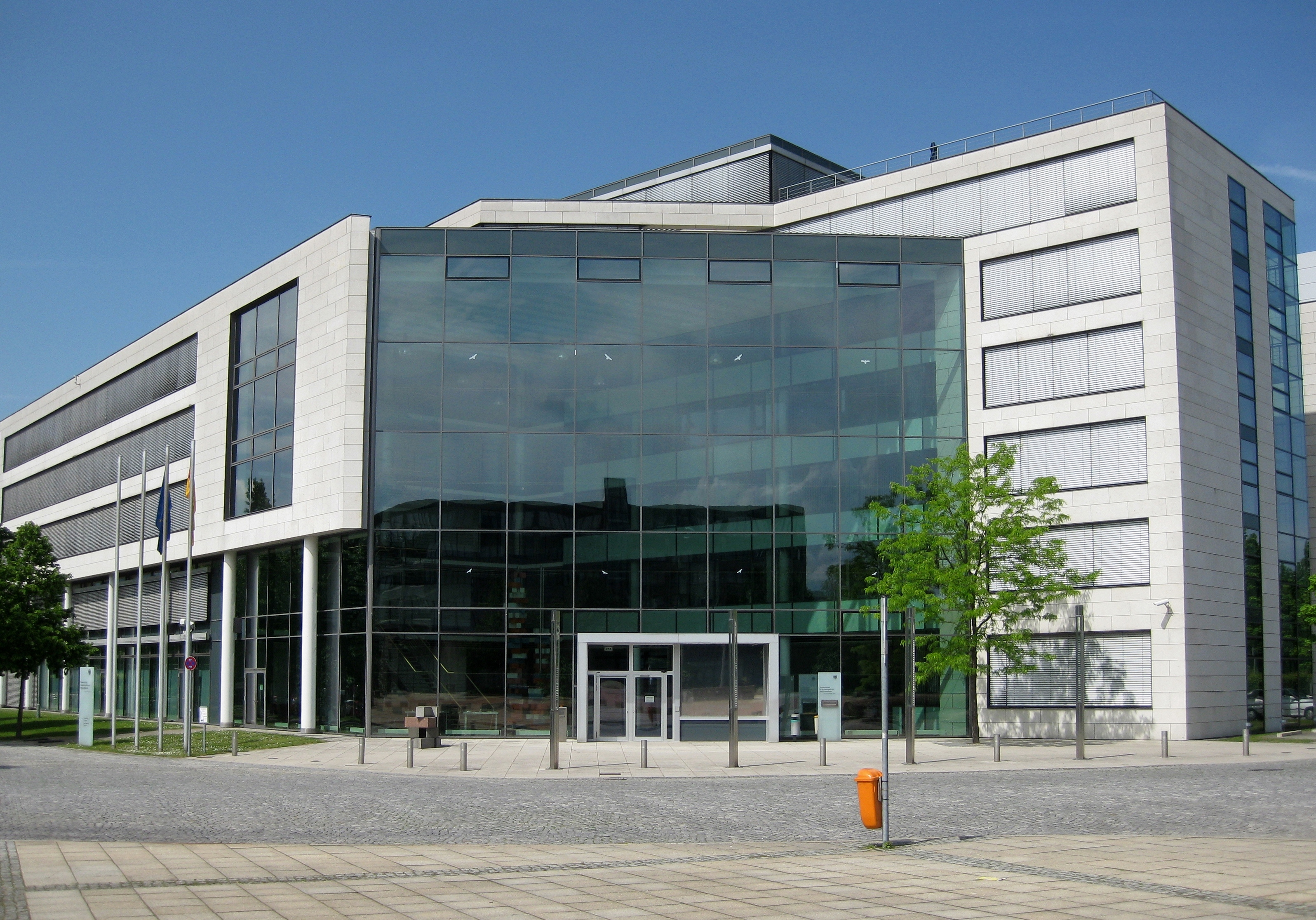
Bundesinstitut für Arzneimittel und Medizinprodukte, 2012

Hauptaufgaben des BfArM sind als Zulassungsbehörde die Zulassung von Fertigarzneimitteln (inklusive der Arzneimittel der besonderen Therapierichtungen Phytotherapie, Homöopathie und anthroposophische Medizin), die Registrierung homöopathischer und traditioneller pflanzlicher Arzneimittel, die Erfassung und Bewertung sowie Abwehr von Arzneimittelrisiken (Pharmakovigilanz), die zentrale Erfassung und Bewertung von Risiken bei Medizinprodukten, die Überwachung des (legalen) Verkehrs von Betäubungsmitteln und Grundstoffen, die Beratung der Bundesregierung sowie Forschungsaufgaben. Rechtlicher Rahmen für diese Aufgaben sind u. a. das Arzneimittelgesetz (AMG), das Medizinproduktegesetz (MPG), das Betäubungsmittelgesetz (BtMG), das Grundstoffüberwachungsgesetz (GÜG) sowie die hierzu jeweils erlassenen Verordnungen.
Seit Auflösung des Deutschen Instituts für Medizinische Dokumentation und Information (DIMDI) im Mai 2020 führt das BfArM auf Grundlage des Gesetzes zur Regelung des Rechts auf Kenntnis der Abstammung bei heterologer Verwendung von Samen (SaRegG) auch das elektronische Samenspender-Register.
Die Geschäftsstelle der Arzneibuch-Kommissionen hat ihren Sitz am BfArM. Das BfArM ist Mitglied der Arbeitsgemeinschaft der Ressortforschungseinrichtungen. Die Bundesopiumstelle (BOPST) gehört zum Geschäftsbereich des Instituts.
Im Rahmen des 2024 beschlossenen Medizinforschungsgesetzes wurde beim BfArM die Spezialisierte Ethik-Kommission für besondere Verfahren nach § 41c des Arzneimittelgesetzes eingerichtet, die im Juli 2025 ihre Tätigkeit aufnahm.
Nach einem Urteil des Bundesverwaltungsgerichts vom März 2017 dürfe das BfArM Schwerstkranken in „extremen Notlagen“ den Kauf einer Selbsttötungsarznei nicht verwehren. Die Bundesregierung weigert sich, das Urteil umzusetzen.

## Geschichte

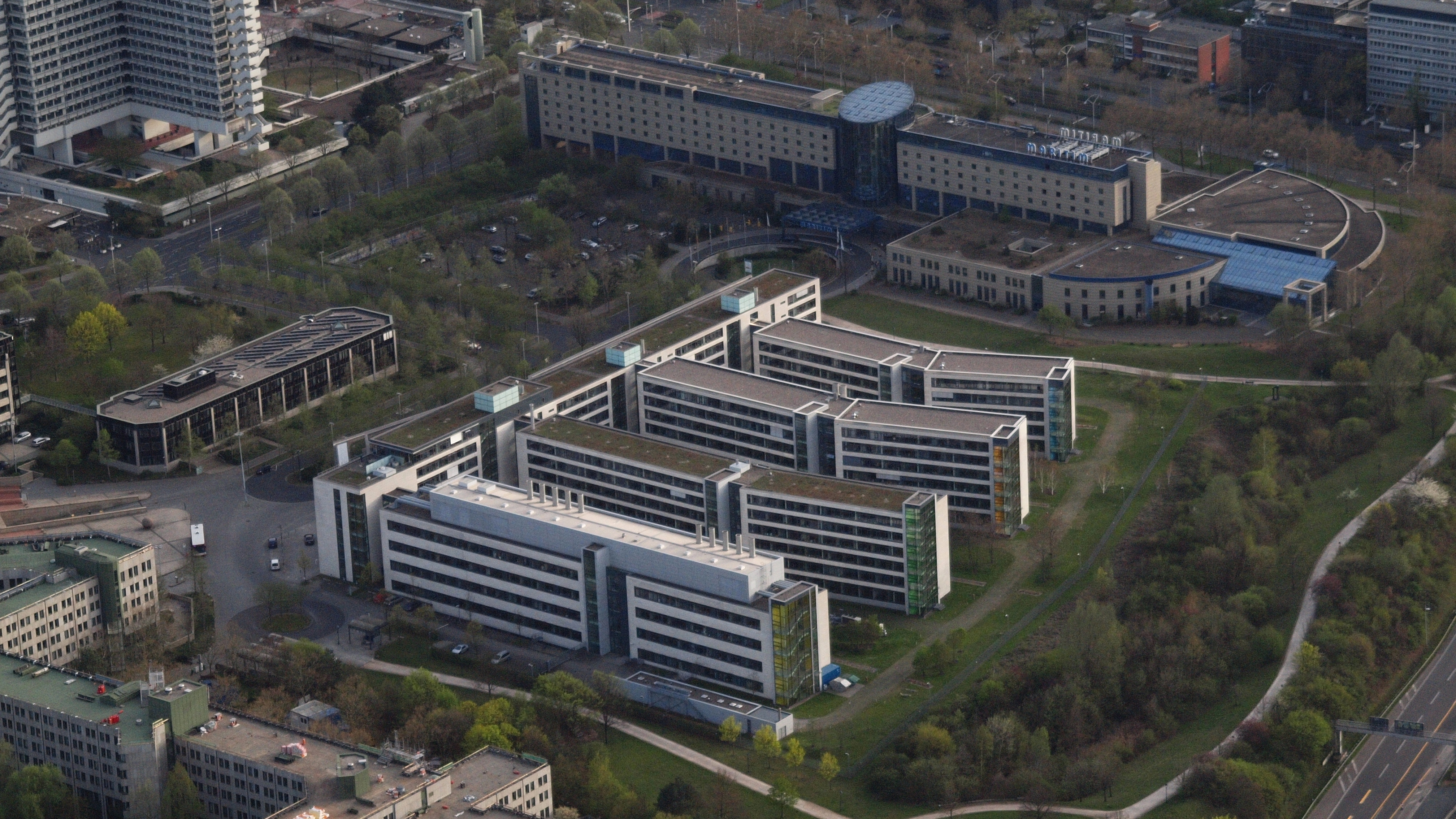
Bundesinstitut für Arzneimittel und Medizinprodukte, Luftaufnahme 2014

Der Vorläufer des BfArM war das Institut für Arzneimittel, das am 1. Juli 1975 als Teil des damaligen Bundesgesundheitsamtes gegründet wurde. Das BfArM wurde mit Wirkung am 1. Juli 1994 errichtet. Mit dem Regierungsumzug von Bonn nach Berlin wurde im Berlin/Bonn-Gesetz festgelegt, dass der Sitz der Behörde als Ausgleichsmaßnahme für die Bundesstadt Bonn von Berlin nach Bonn verlegt wird. Im März 2001 wurde der Umzug in ein neuerrichtetes Gebäude in Bonn-Hochkreuz abgeschlossen, das von 2010 bis 2011 aufgestockt wurde. Am 1. Juli 2005 wurde ein umfassender Restrukturierungsprozess des Arzneimittel-Zulassungsbereiches von einer an medizinischen Fachgebieten (Toxikologie, klinische Pharmakologie, pharmazeutische Qualität etc.) orientierten Abteilungsorganisation hin zu einer indikationsbezogenen Projektstruktur abgeschlossen.
Die geplante Umwandlung des BfArM von einer selbständigen Bundesoberbehörde in eine bundesunmittelbare rechtsfähige Anstalt des öffentlichen Rechts mit der Bezeichnung „Deutsche Arzneimittel- und Medizinprodukteagentur“ (DAMA) wurde auf Grund der vorgezogenen Bundestagswahl 2005 zunächst verschoben. Das sogenannte DAMA-Errichtungsgesetz sollte am 1. Januar 2008 in Kraft treten. Das Gesetz scheiterte am 25. Oktober 2007, da befürchtet wurde, dass die geplanten Regelungen die Arzneimittelsicherheit gefährdet hätten.
Im Mai 2020 wurde das bisherige Deutsche Institut für Medizinische Dokumentation und Information (DIMDI) mit dem BfArM verschmolzen und als BfArM-Dienststelle Köln integriert.

## Gliederung
Das Institut gliedert sich in 10 Abteilungen, die Verwaltung, den Bereich EU; internationale Angelegenheiten, die Pressestelle und Öffentlichkeitsarbeit sowie weitere Bereiche. Präsident ist Karl Broich, kommissarischer Vizepräsident ist Stand April 2021 Werner Knöss.
- Abteilung 1: Zulassung
- Abteilung 2: Zulassung
- Abteilung 3: Zulassung
- Abteilung 4: Zulassung (Cannabisagentur)
- Abteilung 5: Forschung
- Abteilung 6: Wissenschaftlicher Service
- Abteilung 7: Pharmakovigilanz
- Abteilung 8: Bundesopiumstelle
- Abteilung 9: Medizinprodukte
- Abteilung 10: Informationstechnik, Klinische Prüfung

Bisherige Leiter:
- Alfred G. Hildebrandt, Direktor von Juli 1994 bis Juni 2000
- Harald G. Schweim, Präsident von August 2000 bis März 2004
- Reinhard Kurth, kommissarischer Leiter von September 2004 bis November 2007
- Johannes Löwer, kommissarischer Leiter von Dezember 2007 bis November 2009, Präsident von Dezember 2009 bis Oktober 2010
- Walter Schwerdtfeger, Präsident von Oktober 2010 bis Juli 2014
- Karl Broich, Präsident seit August 2014

Das Amt des Leiters des Bundesinstituts ist in Besoldungsgruppe B 8 der Bundesbesoldungsordnung B eingruppiert. Er führt die Amtsbezeichnung Präsident und Professor.